# Ermita del Buen Suceso (Almenara)
La ermita del Buen Suceso, sita en la calle Las Rocas, de Almenara, Plana Baja, es un templo católico catalogado como Bien de relevancia local, según la Disposición Adicional Quinta de la Ley 5/2007, de 9 de febrero, de la Generalitat, de modificación de la Ley 4/1998, de 11 de junio, del Patrimonio Cultural Valenciano (DOCV Núm. 5.449 / 13/02/2007), con código: 12.06.011-001.
La liberación de Almenara del dominio musulmán vino de la mano de Rodrigo Díaz de Vivar, El Cid Campeador. Esto marcó a los habitantes de la villa, pese a volver a ser invadidos por los musulmanes y no recuperar su estado de zona cristiana hasta la conquista definitiva de estas tierras por parte de Jaime I el Conquistador.
El Cid al conquistar Almenara dedicó una ermita y un altar a la Virgen, de quien era un gran devoto. Este hecho queda reflejado en el himno a la Virgen del Buen Suceso, con letra de Mossén Dionisio Nostrot y música de Margarín Llopis, organista de Almenara.
Al volver a caer en manos musulmanas la población de Almenara, algún vecino decidió guardar la imagen de la Virgen, para protegerla de los no creyentes. Pasados los años, ya reconquistada la zona por Jaime I, unos vecinos de la calle Las Rocas, al hacer obra en su casa, que había sido muy deteriorada por fuertes lluvias, encontraron entre las viejas paredes una tinaja que contenía la imagen de la Virgen. Este hallazgo hizo que mucha gente acudiera a la casa para contemplar la imagen recuperada, lo cual hizo que surgiera el deseo de erigir una ermita para la misma. Un vecino de la misma calle Las Rocas donó su casa para construir allí la ermita. El nombre de la advocación tiene una leyenda. Como la Virgen hallada no tenía nombre se decidió que por votación popular se decidiera este. Se constituyó una junta para la elección del nombre, debieron de ponerse los diferentes nombres en una bolsa para sacar uno de forma aleatoria, al hacerlo la primera vez, el papel ponía: Virgen del Buen Suceso; nombre que no había sido puesto por ningún miembro de la junta. Se procedió a una segunda elección por el mismo procedimiento y volvió a suceder lo mismo, lo cual llevó a una tercera vez. Al repetirse de nuevo el resultado, se llegó a la conclusión de que se trataba de una elección milagrosa y pusieron por nombre Virgen del Buen Suceso.
Durante la guerra del 36 la ermita, la imagen de la Virgen y el ajuar fueron destruidos. Al acabar la guerra, se reconstruyó la iglesia parroquial de los Santos Juanes, que también había sido afectada en la contienda, lo cual hizo que no hubiera recursos para erigir una nueva ermita. Se pidió ayuda a la Congregación de Hermanas del Sagrado Corazón de Jesús y de los Santos Ángeles (Angélicas), ya que su fundadora Genoveva Torres Morales, había nacido en Almenara. La Congregación pasó a así a ser la sufragadora de los gastos de la nueva ermita que se inauguró el 17 de octubre de 1948, asistiendo a la misma Genoveva Torres.
En su interior se conservan unos gozos a la virgen datados de 1896.